# Acer x freemanii 'Armstrong'
Acer x freemanii 'Armstrong é uma espécie de árvore do gênero Acer, pertencente à família Aceraceae.